# Fairmont Hot Springs
Fairmont Hot Springs est une municipalité située dans la province de la Colombie-Britannique, dans le sud-est.

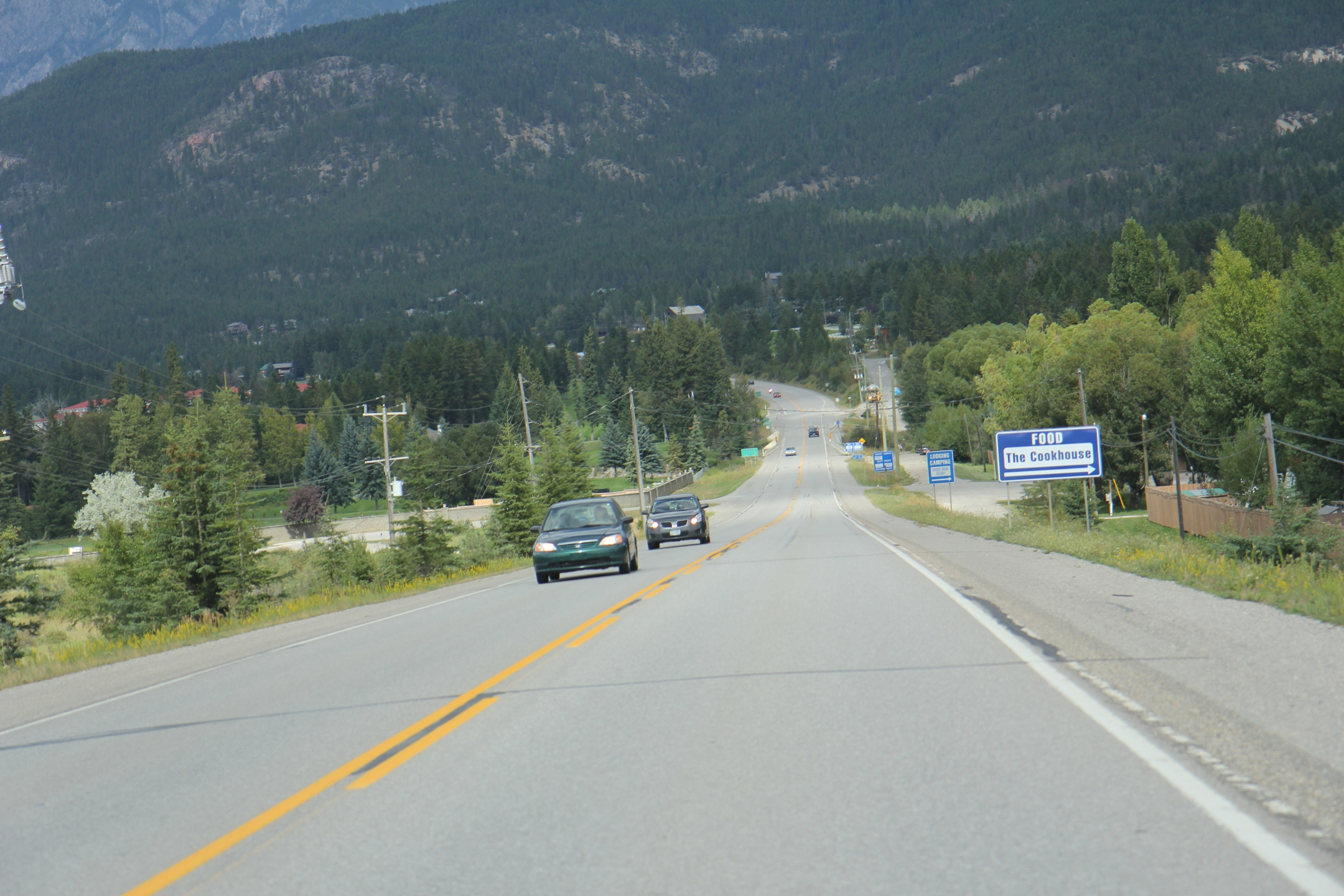
Regardant vers le nord de Fairmont Hot Springs